# 安特·卡塔利尼奇
安特·卡塔利尼奇（1895年2月11日—1981年10月31日），意大利男子赛艇运动员。他曾代表意大利参加1924年夏季奥林匹克运动会赛艇比赛，获得八人单桨有舵手铜牌。